# Lahiguera
Lahiguera es una localidad y municipio español situado en la parte meridional de la comarca de la Campiña Jienense, en la provincia de Jaén, comunidad autónoma de Andalucía. Limita con los municipios de Villanueva de la Reina, Andújar, Arjona, Torredelcampo y Fuerte del Rey. Por su término discurre el río Salado de Arjona.
El municipio higuerense comprende el núcleo de población de Lahiguera —capital municipal— y los diseminados de Bobadilla, Cajeros, El Caño, Donadío Alto, Manolico Encinas, La Paz, La Presa, Perales, San José y Silvente.
Tiene una población de 1588 habitantes (INE 2024). Hasta 1995 esta localidad fue denominada Higuera de Arjona.

## Geografía
El núcleo urbano se sitúa en la cima de una loma desde donde se divisa el río Guadalquivir, al norte, y las sierras de Jaén, al sur. El punto más alto de la ciudad es la Atalaya, en el cual se encuentran situados los depósitos que suministran el agua al pueblo.

## Demografía
Cuenta con una población de 1588 habitantes (INE 2024).
| Gráfica de evolución demográfica de Lahiguera entre 1842 y 2021                                                     |
| |
| Población de derecho según los censos de población del INE Población de hecho según los censos de población del INE |

## Economía
Es un municipio eminentemente agrícola con el 100 % de su territorio cultivado, ocupando el olivar el 80 % y los cultivos herbáceos el 20 % restante, localizados principalmente en las riberas del Salado de Arjona. La actividad económica de Lahiguera gira en torno a la olivicultura, la industria oleícola y el mueble de cocina. En el municipio existe una biblioteca, pabellón deportivo municipal, plaza principal, parque de San Juan Evangelista y otros atractivos, como el puente romano de La Bobadilla, sobre el arroyo del Salado, a unos 3 km del casco urbano.

## Administración y política

### Elecciones municipales
| Elecciones municipales desde 1979                      | Elecciones municipales desde 1979 | Elecciones municipales desde 1979 | Elecciones municipales desde 1979 | Elecciones municipales desde 1979 | Elecciones municipales desde 1979 | Elecciones municipales desde 1979 | Elecciones municipales desde 1979 | Elecciones municipales desde 1979 | Elecciones municipales desde 1979 | Elecciones municipales desde 1979 | Elecciones municipales desde 1979 | Elecciones municipales desde 1979 | Elecciones municipales desde 1979 |
| Partido                                                | Partido                           | 1979                              | 1983                              | 1987                              | 1991                              | 1995                              | 1999                              | 2003                              | 2007                              | 2011                              | 2015                              | 2019                              | 2023                              |
| ------------------------------------------------------ | --------------------------------- | --------------------------------- | --------------------------------- | --------------------------------- | --------------------------------- | --------------------------------- | --------------------------------- | --------------------------------- | --------------------------------- | --------------------------------- | --------------------------------- | --------------------------------- | --------------------------------- |
| PCE/IU                                                 |                                   | 3                                 | 2                                 | 3                                 | 4                                 | 5                                 | 5                                 | 4                                 | 4                                 | 3                                 | 3                                 | 3                                 | 4                                 |
| PSOE                                                   |                                   | 3                                 | 4                                 | 3                                 | 3                                 | 2                                 | 3                                 | 4                                 | 4                                 | 4                                 | 3                                 | 3                                 | 3                                 |
| AP/PP                                                  |                                   | -                                 | 3                                 | 3                                 | 2                                 | 2                                 | 1                                 | 1                                 | 1                                 | 2                                 | 3                                 | 3                                 | 2                                 |
| UCD                                                    |                                   | 3                                 | -                                 | -                                 | -                                 | -                                 | -                                 | -                                 | -                                 | -                                 | -                                 | -                                 | -                                 |
| PTA                                                    |                                   | 0                                 | -                                 | -                                 | -                                 | -                                 | -                                 | -                                 | -                                 | -                                 | -                                 | -                                 | -                                 |
| En negrilla el partido más votado                      |                                   |                                   |                                   |                                   |                                   |                                   |                                   |                                   |                                   |                                   |                                   |                                   |                                   |
| Fuente: Datos de las elecciones municipales desde 1979 |                                   |                                   |                                   |                                   |                                   |                                   |                                   |                                   |                                   |                                   |                                   |                                   |                                   |

### Alcaldía
| Periodo   | Nombre                      | Partido |
| --------- | --------------------------- | ------- |
| 1979-1983 | Francisco Agudo García      | PSOE    |
| 1983-1987 | Juan Martínez García        | PSOE    |
| 1987-1991 | Rafael Cortés García        | PSOE    |
| 1991-1995 | Francisco Galán García      | IU      |
| 1995-1999 | Francisco Galán García      | IU      |
| 1999-2003 | Francisco Galán García      | IU      |
| 2003-2007 | Florencio José Morales Lara | PSOE    |
| 2007-2011 | Florencio José Morales Lara | PSOE    |
| 2011-2015 | Florencio José Morales Lara | PSOE    |
| 2015-2019 | Florencio José Morales Lara | PSOE    |
| 2019-2023 | Francisca Paula Calero Mena | IU      |
| 2023-act. | Francisca Paula Calero Mena | IU      |

### Evolución de la deuda viva municipal
| Gráfica de evolución de Deuda viva del Ayuntamiento de Lahiguera entre 2008 y 2019                                |
| |
| Deuda viva del Ayuntamiento de Lahiguera en miles de Euros según datos del Ministerio de Hacienda y Ad. Públicas. |

## Patrimonio
- Iglesia de Nuestro Señor de La Capilla: Entre sus joyas arquitectónicas destaca la antigua Iglesia de Nuestro Señor de La Capilla, que fue construida a finales del siglo XV y principios del XVI, está cubierta por un artesonado mudéjar y posee una portada clasicista.
- Nueva Iglesia de Nuestra Señora María de la Consolación. Fue construida a mediados del siglo XX y presenta una gran sencillez arquitectónica.
- Torreón de la Tercia. Del siglo XIII. Fue declarado bien de interés cultural.
- Puente Romano sobre el arroyo Saladillo, junto al cortijo Bobadilla. A unos tres km del casco urbano.
- Silo de cereal de mediados del siglo XX.

### Iglesia Antigua de Nuestra Señora María de la Consolación

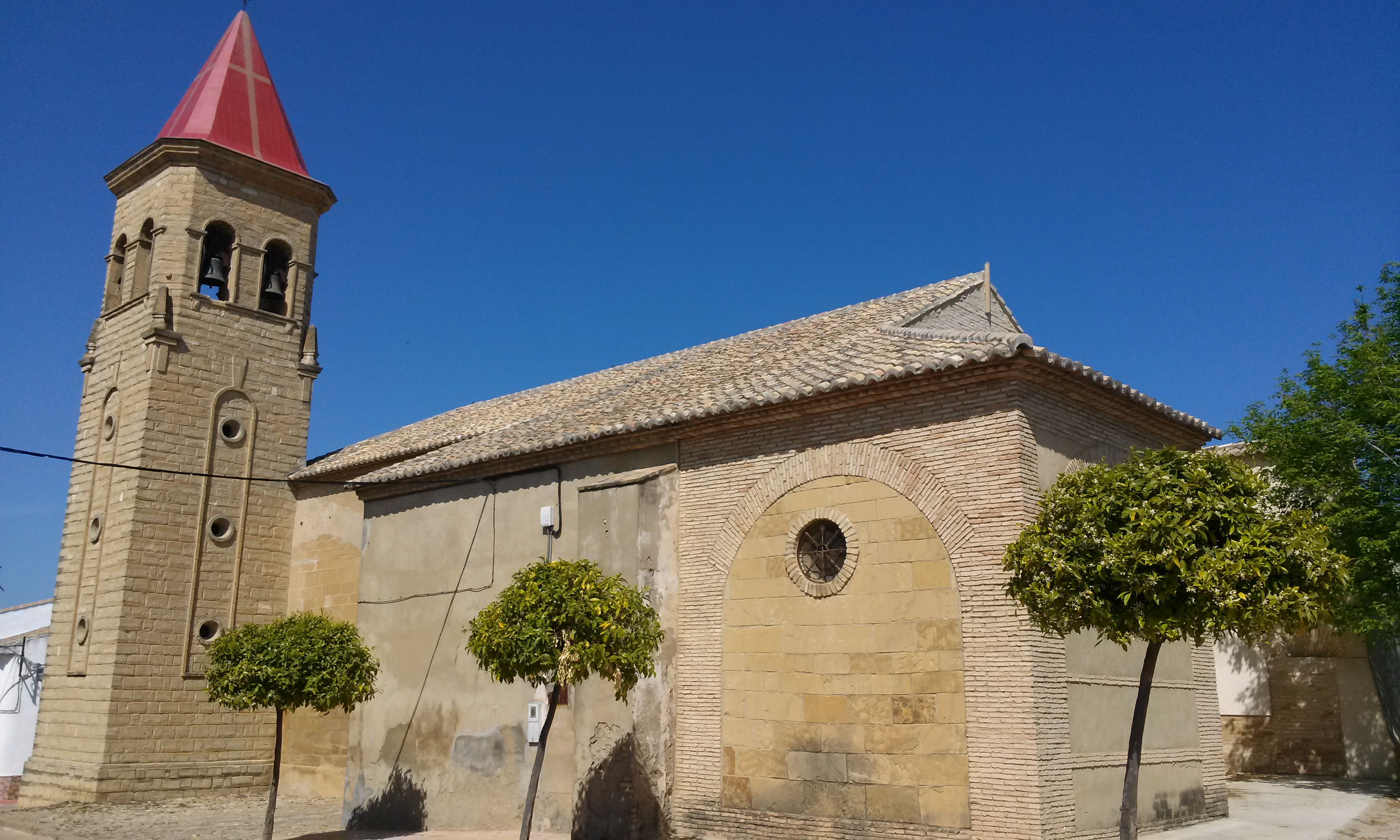
Iglesia Antigua de Nuestra Señora María Consolación

Templo del siglo XV de una sola nave y planta de cruz latina, esta última creada a partir de dos cuerpos añadidos en la cabecera. A los pies posee un coro apoyado sobre una toscana recientemente sustituida y elevada sobre la basa original.
Los muros quedan decorados en la actualidad por elevados arcos apuntados de fábrica de ladrillo, hoy cegados y que podrían responder a una planta previa con capillas laterales o de tres naves. En la fachada principal son cegados por mampostería regular y coronados a su vez de ladrillo. En la fachada posterior se supone tapial enfoscado sobre un zócalo de mampostería irregular.
Destaca el artesonado mudéjar que constituye la armadura bajo la cubierta. Desmontado, algunas piezas han sido cambiadas de lugar y otras sustituidas, como los canes que ofrecen apoyo a las tirantas, las cuales no quedan embutidas en los muros. El desmonte pudo producirse tras el derrumbe de la cubierta y parte del alzado, evidente desde el exterior por la diferencia en la fábrica de esta zona superior.
Posee una única portada de sencillo estilo clásico. En eje de simetría, sobre ella se abre el único vano enrejado del conjunto. En el atrio descubierto de la fachada principal destaca el empedrado del suelo, a base de cuadriculado de ladrillo, y que distingue con otro diseño el acceso a la portada.
El altar mayor está decorado por un retablo de escayola de estilo neoclásico. De ejecución reciente (h. 1949), es no obstante una pieza de notable interés. En el muro septentrional se encaja una pequeña hornacina vacía y entre cuyos desconchones parecen adivinarse los restos de una pintura al fresco.

#### Historia
Según Ignacio Ahumada, el templo data del siglo XV, fechando el coro en el siglo XVII. La actual torre campanario, de factura popular, fue erigida entre 1956 y 1957 tras el derrumbe de la anterior.
En su interior, sobresalen las tallas de Nuestro Señor de la Capilla (1949) y de Jesús Nazareno, esta última parte esencial de los de actos de la denominada "Carrera de los Santos" que se produce durante la Semana de Pasión. Mientras el nazareno es procesionado hacia El Cerrillo a través del "cuarto pregón" (donde permanecerá a la espera de la Virgen de los Dolores y San Juan Bautista, que son trasladados en carrera), otra parte de la población permanece en el templo orando a Nuestro Señor de la Capilla. Los tres "pregones" previos son cantados mediante versos octosílabos (primero y segundo) y endecasílabos (tercero).

### Edificio del ayuntamiento

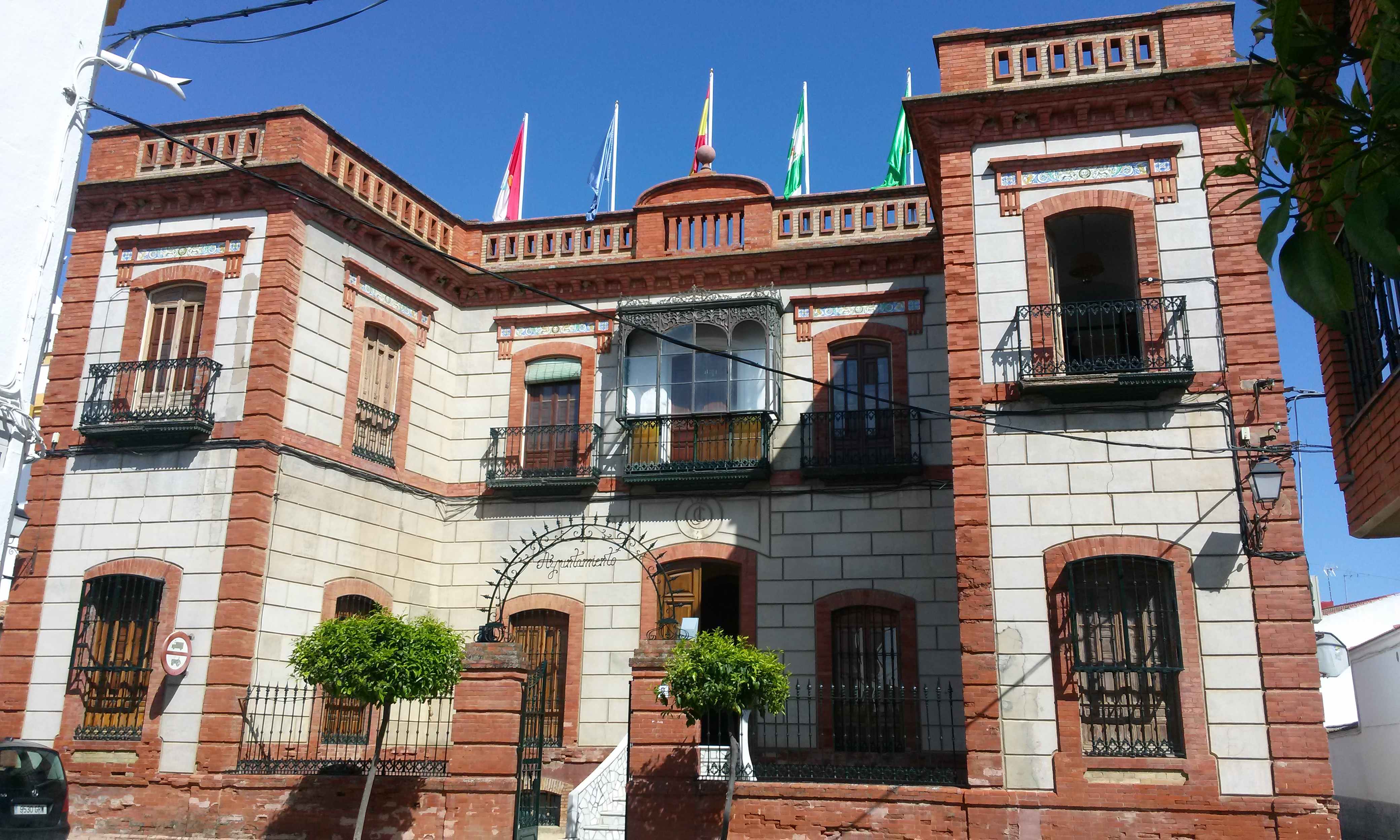
Fachada del edificio regionalista del ayuntamiento

Edificio de estilo regionalista decorado con elementos modernistas, estos últimos concentrados en ciertos detalles de la forja (coronación de la cristalera del balcón principal), en el uso de piezas de mármol roto en la escalera de entrada y en las vidrieras de colores y forma ovalada que se ofrecen a la calle Jacinto Benavente.
En los muros de las fachadas exteriores destaca la utilización del ladrillo como principal elemento sustentante y decorativo: zócalo inferior, remate de esquinas y vanos, división de plantas, cornisa e imitación de canes sustentándola, y recrecimiento de la cubierta mediante balconada para formar una falsa terraza. El resto del muro se recubre de aplacado de mármol simulando unos sillares perfectamente concertados.
Sobre los balcones de planta primera se sitúa un friso enmarcado igualmente de ladrillo y que contiene una azulejería de decoración vegetal centrada por un espejo con cabeza de león flanqueado por dos esfinges rampantes.
Dos pilares coronados por un decorativo arco de medio punto de forja, abren la reja que encierra el patio previo de la casa. Tras una sencilla verja se accede a la escalera anteriormente mencionada. Sobre la puerta principal, la inscripción "JC 1914".
En el techo del zaguán posee unas pinturas al fresco.

#### Historia
Vivienda de gran propietario, la parcela original ocupaba hasta las traseras de la manzana, donde estaba situado un molino de aceite. En 1973 el inmueble es adquirido por el consistorio para la ubicación del nuevo edificio para ayuntamiento.

## Deportes
Equipo de fútbol: Higuerense Atlético.

## Ciudades hermanadas
- Castellar del Vallés, España
- Arjona, España